# Miðaftansfjall
Miðaftansfjall är en kulle i republiken Island. Den ligger i regionen Västfjordarna, 230 km norr om huvudstaden Reykjavík. Toppen på Miðaftansfjall är 389 meter över havet.
Trakten runt Miðaftansfjall är nära nog obefolkad, med mindre än två invånare per kvadratkilometer. Det finns inga samhällen i närheten. Trakten runt Miðaftansfjall består i huvudsak av gräsmarker.